# Chen Zifan
Chen Zifan (chinesisch 陈子凡, Pinyin Chén Zǐfán; * 17. September 1995 in Xi’an) ist ein chinesischer Snookerspieler aus Shaanxi. Von 2017 bis 2023 war er Profi auf der World Snooker Tour.

## Karriere

### Amateurjahre
Chen Zifan begann als Zehnjähriger im Billardclub seines Onkels mit dem Snookerspielen. Als sich sein großes Talent zeigte, wurde er 2006 von der regulären Schule genommen und erhielt Förderunterricht. Trainer war der ehemalige Profispieler Liu Song. 2013 hatte er seinen Durchbruch im chinesischen Jugendbereich mit Platz 1 in der nationalen Jugendserie. Bereits im Jahr zuvor hatte er an einem chinesischen Turnier der Players Tour Championship teilgenommen. Beim Turnier in Zhangjiagang schaffte er es in Runde 2. In der Saison 2013/14 stand er bei allen vier Turnieren der Asian Tour mindestens in der zweiten Runde, bei den Zhengzhou Open 2013 schaffte er es sogar bis ins Viertelfinale. Aufgrund seiner Leistung bekam er von seinem Verband eine Wildcard für die World Open. Er gewann sein Auftaktmatch gegen Sanderson Lam mit 5:3 und stand erstmals in der Hauptrunde eines großen Profiturniers. Zu Beginn der Saison 2014/15 wiederholte er diesen Erfolg beim Wuxi Classic durch einen Wildcardrundensieg gegen Scott Donaldson. Bei den Xuzhou Open 2015 besiegte er mit Ross Muir einen weiteren Profi und erreichte das Achtelfinale.
Am Ende der folgenden Saison versuchte er erstmals, sich über die Q School für die Profitour zu qualifizieren, er scheiterte jedoch an Reanne Evans bzw. Tony Drago. Bei der International Championship 2016 gelang ihm danach aber zum dritten Mal der Hauptrundeneinzug nach einem Wildcard-Sieg gegen Tian Pengfei. Im selben Jahr nahm er auch an der Amateurweltmeisterschaft teil, schied aber vorzeitig gegen Thanawat Tirapongpaiboon aus. Beim zweiten Anlauf über die Q School war er erfolgreich: Beim zweiten Turnier vom 15. bis 20. Mai 2017 schaffte er die direkte Qualifikation für die Main Tour und gab in seinen sechs Matches nur fünf Frames ab. Damit sicherte er sich den Profistatus für zwei Jahre bis 2019.

### Die Jahre auf der Profitour
Seine Profikarriere begann der Chinese in der Saison 2017/18 mit einem 4:2-Sieg gegen Ross Muir beim Riga Masters. Bei der anschließenden China Championship schlug er mit Dominic Dale einen Top-32-Spieler. Beim European Masters und den English Open kam er jeweils in Rund 3 und gewann unter anderem gegen den Weltranglistenachten Barry Hawkins mit 4:3. Es blieben aber seine beiden besten Ergebnisse. Bis zum Saisonende gelangen ihm danach nur noch zwei Siege, einer gegen Shaun Murphy, Nummer 6 der Welt. Er selbst stand damit auf Platz 81 und hätte sich im zweiten Jahr noch einmal steigern müssen. Stattdessen gewann er nur ein einziges Mal gegen einen Profispieler: bei den Northern Ireland Open besiegte er erneut Barry Hawkins mit 4:3. Zwei weitere Siege gegen Qualifikanten bei Pro-Am-Turnieren verbesserten seine Situation nicht und so verlor er seinen Profistatus wieder. Allerdings schaffte er bei der anschließenden Q School im zweiten Anlauf die erneute Qualifikation und damit die unmittelbare Fortsetzung seiner Profikarriere.
Er startete wieder erfolgreich ins Riga Masters und erreichte erstmals ein Achtelfinale vollwertigen Ranglistenturniers, nachdem er in Runde 3 Ben Woollaston mit 4:0 besiegt hatte. Danach setzte sich aber wieder seine Serie von Auftaktniederlagen fort. Nur dreimal erreichte er Runde 2, bevor er beim Gibraltar Open 2020 gegen Saisonende wieder in Runde 3 kam. Die abschließende Weltmeisterschaft verpasste er wegen der COVID-19-Pandemie. Die Saison 2020/21 begann wieder mit vielen Niederlagen, erster Höhepunkt war die UK Championship, bei der er mit zwei umkämpften 6:5-Siegen gegen seine Landsleute Yuan Sijun und Yan Bingtao bis in Runde 3 kam. Das hochwertige Turnier brachte ihn auf Platz 75 der Rangliste. Danach folgte aber erneut eine lange Durststrecke mit einem Sieg über Ronnie O’Sullivan in einem 3-Frame-Match bei der WST Pro Series als einzigem Highlight. Beim Gibraltar Open kam er noch einmal in Runde 3, aber die Saison war da schon so weit fortgeschritten, dass auch ein 6:5-Sieg gegen Mitchell Mann bei der WM seine Platzierung nicht mehr verbesserte und als 76. verpasste er erneut die direkte Qualifikation über die offizielle Rangliste. Unter den Nicht-Qualifizierten gehörte er aber zu den 8 besten in der Einjahresliste. Deshalb bekam er eine weitere Chance, sich ab 2021 in zwei weiteren Jahren auf der Profitour zu beweisen.
2021/22 begann zwar mit einem Unentschieden in der Championship League und einem 3:0-Sieg über Farakh Ajaib bei den British Open ordentlich, allerdings verlor er danach jedes Auftaktspiel (außer beim One-Frame-Shoot-Out) mit mindestens zwei Frames Rückstand. Zum Auftakt der Folgesaison gewann er in der Championship League gegen Oliver Lines. Danach gelangen ihm noch vier Erstrundensiege in sieben Turnieren, allerdings ausnahmslos gegen Gegner vom unteren Ende des Profifelds. Nach dem German Masters wurde er wegen des Verdachts auf Spielmanipulationen für den Rest der Saison gesperrt. Als 104. der Weltrangliste fiel er erneut aus der Profitour, und da er wegen der Sperre nicht an der Q School zur Wiederqualifikation teilnehmen konnte, verlor er endgültig seinen Profistatus.
Im Juni 2023 wurde Chen Zifan aufgrund der Teilnahme an illegalen Ergebnisabsprachen („Match-Fixing“) von der World Professional Billiards & Snooker Association bis zum 20. Dezember 2027 suspendiert. Er hatte sich schuldig bekannt und dadurch eine geringere Strafe erhalten als zunächst vorgesehen.